# Armand Céleste de Durfort
Pour les articles homonymes, voir Durfort.
Armand-Céleste, comte de Durfort (Paris, 16 mai 1774 - Paris, 17 décembre 1856), est un militaire français des XVIIIe et XIXe siècles.

## Biographie
Après avoir émigré en 1791, Armand-Céleste, comte de Durfort fait toutes les campagnes à l'armée des princes français. Attaché ensuite au service de l'archiduché d'Autriche, il est rentré en France en 1801, une fois le coup d'État du 18 brumaire passé.
Louis XVIII l'a créé maréchal-de-camp le 11 septembre 1814 et l'a attaché avec ce grade au corps royal d'état-major le 6 mai 1818. Il s'est démis, en 1820, des fonctions de chef d'état-major de la 1re division militaire, et a été nomme officier de la Légion d'honneur le 19 mai 1821, puis gouverneur de l'école royale militaire de Saint-Cyr et commandeur de l'ordre de Saint-Louis les 20 février et 20 août 1823.
Unique fils de Félicité Jean Louis de Durfort (1752-1801), comte de Deyme et d'Armande-Jeanne-Claude de Béthune (29 juin 1753 - avant 1794), « Mademoiselle de Béthune-Chabris », fille d'Armand-Louis, Ier du nom, marquis de Béthune, Armand-Céleste, comte de Durfort, sans union, n'eut pas de postérité. Il avait une sœur, Félicité Louise Julie Constance (10 juin 1782 - Paris, 7 février 1870), mariée, en juin 1805, avec Pierre Riel, comte, puis marquis de Beurnonville (1752-1821), pair et maréchal de France, chevalier des ordres du Roi ; puis, en 1823, avec Joseph Marie, baron Frémiot (1791-1872), capitaine d'infanterie, dont postérité.

## Récapitulatif

### Titres
- Comte de Deyme ;

### Décorations
| Commandeur de la Légion d'honneur | Commandeur de Saint-Louis |

- Légion d'honneur[3] :
  - Chevalier (10 février 1819), puis,
  - Officier (19 mai 1821), puis,
  - Commandeur de la Légion d'honneur (17 décembre 1826) ;
- Commandeur de Saint-Louis (20 août 1823[2].

### Armoiries
| Image | Armes des Durfort de Deyme                    |
| ----- | --------------------------------------------- |
|       | De gueules à trois fasces d'argent.           |
|       | On trouve aussi D'argent, à la bande d'azur,. |